# Anomaloglossinae
Az Anomaloglossinae a kétéltűek (Amphibia) osztályába, a békák (Anura) rendjébe és az Aromobatidae családjába tartozó alcsalád.

## Elterjedése
Az alcsaládba tartozó nemek Dél-Amerikában, a kontinensen belül Guyanában, Suriname-ban, Venezuelában, Kolumbiában és Brazíliában honosak.

## Rendszerezésük
Az alcsaládba tartozó nemek:
- Anomaloglossus Grant, Frost, Caldwell, Gagliardo, Haddad, Kok, Means, Noonan, Schargel & Wheeler, 2006
- Rheobates Grant, Frost, Caldwell, Gagliardo, Haddad, Kok, Means, Noonan, Schargel & Wheeler, 2006